# Western Rocks, Scillyöarna
Western Rocks är en grupp med obebodda öar och skär i sydvästra delen av Scillyöarna i England.